# Biała Woda (Dolina Kieżmarska)
Biała Woda (słow. Biela voda) – położony na wysokości 915 m n.p.m. przystanek autobusowy przy Drodze Wolności w Tatrach na Słowacji, pomiędzy osadami Matlary i Kieżmarskie Żłoby. Znajduje się w wylocie Doliny Kieżmarskiej i jest miejscem, z którego wychodzą szlaki turystyczne do tej doliny. Znajduje się tutaj płatny parking samochodowy. Z parkingu tego i dużych otwartych łąk przy nim widok na szczyty masywu Łomnicy, Małą Rakuską Czubę oraz Steżki i Kobyli Wierch.
Nazwę utworzono od pensjonatu „Biela Voda”, który w latach 1925-48 istniał przy pobliskiej Zbójnickiej Polanie.

## Szlaki turystyczne
– żółty od Białej Wody przez  Zbójnicką Polanę, rozdroża przy Rzeżuchowej Polanie i na Folwarskiej Polanie, wzdłuż Białej Wody Kieżmarskiej do schroniska nad Zielonym Stawem i dalej na Jagnięcy Szczyt
- Czas przejścia od Drogi Wolności do schroniska: 2:55 h, ↓ 2:30 h
- Czas przejścia ze schroniska na Jagnięcy Szczyt: 2:30 h, ↓ 2 2 h

 – rowerowy od Białej Wody do schroniska nad Zielonym Stawem, cały czas wzdłuż żółtego szlaku turystyki pieszej